# Montalbino (Milano)
Montalbino (Montalbin in dialetto milanese, AFI: [ˌmũːtalˈbĩː]) è un quartiere   della zona nord di Milano, appartenente al Municipio 9 e al NIL n. 12 "Maciachini - Maggiolina. 

In passato, il quartiere era borgo rurale, facente parte dei Corpi Santi di Milano, annesso al comune di Milano nel 1873.

## Storia
Il quartiere prende il nome dalla cascina omonima, che sorge lungo l'attuale Via Airolo. Questa cascina è stata costruita nel Settecento e, a oggi, rimane l'ultima traccia visibile del passato agricolo dell'area. A partire dalla prima metà del XX secolo, quest'area ha vissuto una forte fase di espansione demografica, con l'edificazione di nuovi insediamenti abitativi, in particolare attorno all'attuale Piazza Caserta e lungo la Via Veglia.

## Infrastrutture e trasporti
- Linea M3: stazione di Piazzale Maciachini
- Linea M5: stazioni di Piazzale Istria e di Viale Marche

Il quartiere di Montalbino è attraversato nella sezione nord-ovest dall'asse Via Populonia-Viale Fermi, che fanno parte dell'asse di penetrazione urbano della Superstrada Milano-Meda. Presso Montalbino ha inizio anche la strada provinciale 9 Vecchia Valassina che collega Milano (Piazzale Maciachini) a Giussano. A est, il Viale Zara, ovvero la parte iniziale della strada statale 36, che collega Milano (Piazzale Lagosta) al Passo dello Spluga.
Montalbino è inoltre lambito a sud dalla circonvallazione esterna (della 90/91) e a ovest dall'antica strada "Comasinella" che anticamente era la principale strada che collegava Milano a Como e alla Svizzera; quest'ultima è l'attuale Via Benigno Crespi, ossia la strada che marca il confine tra Montalbino e Dergano.
Nella sua parte settentrionale, il quartiere è attraversato dalla linea di cintura, lungo la quale non sorgono stazioni.
Montalbino è servito dalla stazione della metropolitana M3 di Piazzale Maciachini, che sorge sotto il piazzale omonimo, al confine tra Montalbino e Dergano e la zona Farini. Inoltre, al confine con la Maggiolina, sotto al Viale Zara, sorgono le stazioni di Piazzale Istria e di Viale Marche, della linea M5.
Varie linee di autobus, filobus e tram, gestite da ATM, collegano Montalbino ai quartieri limitrofi e a tutti gli altri quartieri che sorgono lungo la circonvallazione. In passato, fra il 1913 e il 1957, era inoltre attiva la tranvia Milano-Cinisello, che correva lungo l'attuale Viale Zara.